# Karpaty Krosno
KKS Karpaty Krosno – polski klub piłkarski z siedzibą w Krośnie.

## Historia
Klub został założony pierwotnie w 1928. Drużyna MKS Legia Krosno została mistrzem podokręgu rzeszowskiego w 1945. Formalnie Miejski Klub Sportowy „Legia” w Krośnie został wpisany do rejestru stowarzyszeń 6 września 1946. 20 sierpnia 1961 dwa krośnieńskie kluby KKS Legia i MZKS Krośnianka połączyły się tworząc klub pod nazwą MZKS Krosno. 16 lutego 1963 dokonano zmiany nazwy klubu na Krośnieński Klub Sportowy „Karpaty” Krosno.
W 1964 w ramach klubu działało 12 sekcji, w tym nadal hokeja na lodzie. W 1986 w klubie funkcjonowało osiem sekcji.
Zespół czterokrotnie występował w II lidze: 1951–1953 pod nazwą Włókniarz Krosno, 1957–1963/1964 pod nazwami Legia Krosno; MZKS Krosno, Karpaty Krosno, 1987/1988–1988/1989, 1992/1993–1994/1995. Od stycznia 2013 do grudnia 2014 prezesem klubu była Joanna Frydrych. W sezonie 2022/2023 Karpaty zajęły drugie miejsce w IV lidze podkarpackiej, wyprzedzone przez Cosmos Nowotaniec. 3 lipca 2023 Podkarpacki Związek Piłki Nożnej poinformował, że w związku z rezygnacją Cosmosu z awansu do III ligi, grupy IV, awans do tejże dywizji uzyskały właśnie Karpaty. W pierwszym sezonie (2023/2024) drużyna spadła z powrotem do IV ligi.

## Stadion

Afisz meczu Legia Krosno - Stradom Częstochowa 15.09.1946

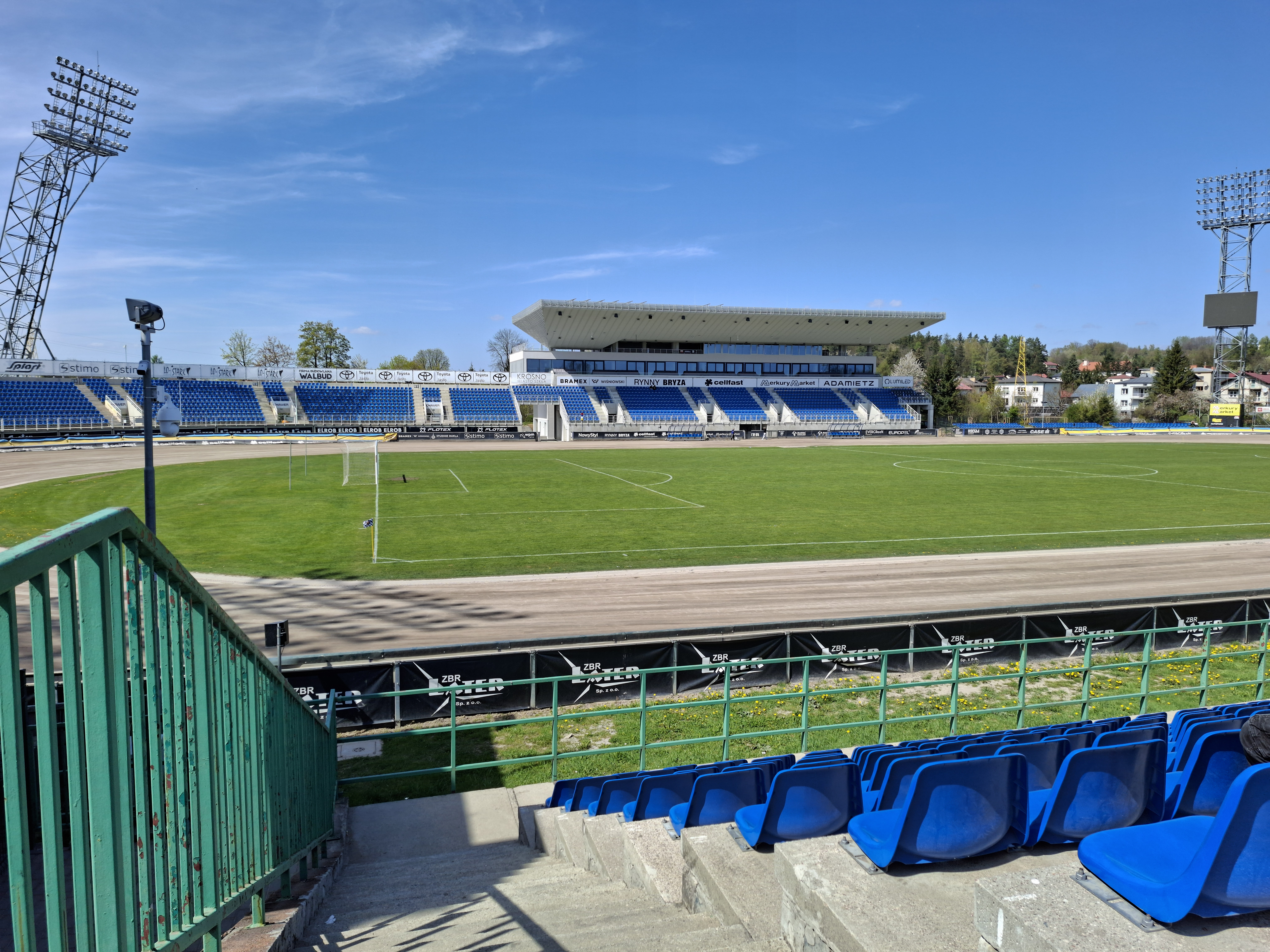
Widok na trybunę główną stadionu

Stadion krośnieńskich Karpat zlokalizowany jest w centrum miasta przy ul. Legionów.

## Sukcesy
- 4. miejsce w II grupie II ligi: 1992/1993[13]
- 1/8 finału Pucharu Polski edycji 1956/1957: Włókniarz - Unia Racibórz 0:1
- 1/8 finału Pucharu Polski edycji 1978/1979: 22.10.1978: Karpaty - Lech Poznań 1:2[14]
- 1/16 finału Pucharu Polski edycji 1992/1993: 21.10.1992: Karpaty - Legia Warszawa 1:3

## Sezony
- 2023/2024 – III liga IV grupa (16. miejsce – spadek)[11]
- 2022/2023 – IV liga podkarpacka (2. miejsce – awans*)
- 2021/2022 – IV liga podkarpacka (4. miejsce)
- 2020/2021 – IV liga podkarpacka (3. miejsce)
- 2019/2020 – IV liga podkarpacka (14. miejsce)
- 2018/2019 – IV liga podkarpacka (9. miejsce)
- 2017/2018 – III liga IV grupa (18. miejsce - spadek)
- 2016/2017 – III liga IV grupa (7. miejsce)
- 2015/2016 – III liga lubelsko - podkarpacka (5. miejsce)
- 2014/2015 – III liga lubelsko - podkarpacka (2. miejsce)
- 2013/2014 – III liga lubelsko -podkarpacka (6. miejsce)
- 2012/2013 – III liga lubelsko – podkarpacka (8. miejsce)
- 2011/2012 – III liga lubelsko – podkarpacka (9. miejsce)
- 2010/2011 – III liga lubelsko – podkarpacka (6. miejsce)
- 2009/2010 – III liga lubelsko – podkarpacka (12. miejsce)
- 2008/2009 – III liga lubelsko – podkarpacka (10. miejsce)
- 2007/2008 – IV liga podkarpacka (5. miejsce – awans**)
- 2006/2007 – V liga Krosno (1. miejsce – awans)
- 2005/2006 – V liga Krosno (2. miejsce)
- 2004/2005 – IV liga podkarpacka (17. miejsce – spadek)
- 2003/2004 – IV liga podkarpacka (9. miejsce)
- 2002/2003 – V liga Krosno (1. miejsce – awans)
- 2001/2002 – V liga Krosno (2. miejsce)
- 2000/2001 – V liga Krosno – Przemyśl
- 1999/2000 – IV liga podkarpacka (spadek)
- 1998/1999 – III liga grupa południowo – wschodnia (15. miejsce – spadek)
- 1997/1998 – IV liga podkarpacka (1. miejsce – awans)
- 1996/1997 – IV liga podkarpacka (3. miejsce)
- 1995/1996 – III liga małopolska (17. miejsce – spadek)
- 1994/1995 – II liga wschodnia (18. miejsce – spadek)
- 1993/1994 – II liga wschodnia (13. miejsce)
- 1992/1993 – II liga wschodnia (4. miejsce)
- 1991/1992 – III liga małopolska (1. miejsce – awans)
- 1990/1991 – III liga małopolska (8. miejsce)
- 1989/1990 – III liga małopolska (3. miejsce)

*Zwycięzca IV ligi podkarpackiej w sezonie 2022/2023, Cosmos Nowotaniec, zrezygnował z udziału w wyższej klasie rozgrywkowej. Decyzja ta była związana z brakiem możliwości korzystania z domowego obiektu w III lidze.
**Po sezonie 2007/2008 nastąpiła reforma rozgrywek, w wyniku którego III liga stała się IV poziomem rozgrywkowym.

## Szkoleniowcy
Trenerem Karpat był m.in. Orest Lenczyk (na początku swojej kariery trenerskiej w sezonie 1970-71 doprowadził Karpaty do awansu z klasy okręgowej do klasy międzywojewódzkiej tj. na trzeci poziom rozgrywkowy) i Marian Kosiński (1989/90 i 1991/92). W latach 2010–2013 trenerem był Tomasz Wacek.

## Wyróżnienia
- Wpis do „Księgi zasłużonych dla miasta Krosna” (1979)[17].